# Химическая индукция
Химическая индукция (англ. chemical induction, укр. хімічна індукція) — это явление, при котором в химической системе одна реакция ускоряет другую или вызывает протекание другой реакции, которая сама в отсутствии первой в данных условиях не идёт.

## Описание
Данное взаимодействие возможно благодаря участию интермедиата или продукта первой реакции в другой. Химическая индукция часто наблюдается в окислительно-восстановительных, радикально-цепных и биохимических реакциях. Две реакции, из которых одна индуцирует другую, называют сопряжёнными.
Сопряжёнными могут быть только сложные реакции, так как простые (элементарные) реакции протекают всегда независимо (при заданном состоянии среды).

## Механизм
Механизм химической индукции заключается в участии одних и тех же промежуточных веществ — активных частиц — в каждой из двух сопряжённых реакций. Одна из реакций порождает такие частицы в количестве, достаточном для квазистационарного течения обеих реакций.
Некоторое вещество Х может вступать в реакцию с А1, переводя его в активное производное, а само оно при этом превращается практически необратимо в какой-то продукт Y, то есть расходуется. Например, реакция окисления бензола в фенол при низкой температуре пероксидом водорода.
C6H6+H2O2 → C6H5OH+H2O
Такая реакция должна идти с синхронным разрывом двух существующих и образованием двух новых связей в четырёхчленном циклическом активированном комплексе, что связано с преодолением высокого энергетического барьера. Поэтому прямое взаимодействие компонентов практически не приводит к образованию продуктов реакции. Если добавить в эту смесь соль железа (ІІ), то в результате реакции
Fe2+ + H2O2 → FeOH2+ + OH-
(FeOH2+ представляет собой ион OH- в координационной сфере иона Fe3+) образуется свободный радикал OH-, который легко (через линейный трёхчленный активированный комплекс) отрывает атом H у бензола
C6H6 + OH- → C6H5 + H2O
с образованием свободного фенила. Последний еще с одним радикалом OH даёт фенол
C6H5 + OH- → C6H5OH
В итоге происходит суммарный процесс
2Fe2+ + 2H2O2 + C6H6 → 2FeOH2+ + H2O + C6H5OH
Если известен механизм сопряжения, можно управлять выходом продуктов одной из сопряжённых реакций, меняя условия протекания той из реакций, в которой производятся активные частицы.

## Особенность
Важная особенность химической индукции: суммарное изменение энергии Гиббса при протекании сопряжённых реакций отрицательно, и такой процесс может протекать самопроизвольно.
Это свойство сопряжённых реакций играет исключительно важную роль в живой природе. Например, синтез важнейших компонентов живой материи — белков и нуклеиновых кислот соответственно из аминокислот и нуклеотидов сопровождается существенным увеличением энергии Гиббса. Эти процессы становятся возможными потому, что протекают сопряжённо с гидролизом аденозинтрифосфорной кислоты (АТФ), который сопровождается существенным уменьшением энергии Гиббса, перекрывающим её рост при синтезе указанных полимеров. Наоборот, образование АТФ из продуктов её гидролиза, сопровождающееся увеличением энергии Гиббса, происходит сопряжённо с окислением органических соединений (идущим с существенным уменьшением энергии Гиббса).